# Liberale Radio en Televisie Omroep
De Liberale Radio en Televisie Omroep (Librado), aanvankelijk de Liberale Radio Omroep, was van 1980 tot 2002 een Belgische Nederlandstalige televisieomroep gelieerd aan de liberale beweging. Librado startte zijn uitzendingen op de Belgische Radio- en Televisieomroep (BRT) in het bestel van de uitzendingen door derden.